# Burgberg (Schauenburg)
Der Burgberg im Habichtswälder Bergland ist ein 499,9 m ü. NHN hoher Berg der Hoofer Pforte im nordhessischen Landkreis Kassel.

## Geographie

### Lage
Der Burgberg liegt im südlichen Zentrum des Habichtswälder Berglands zwischen den Langenbergen im Süden und dem Hohen Habichtswald im Norden. Er befindet sich im Naturpark Habichtswald zwischen den Schauenburger Ortsteilen Breitenbach im Westen und dem am Bergfuß liegenden Hoof im Osten. Der teilweise bewaldete Berg stellt einen Nordausläufer der Langenberge dar. Der Fulda-Zufluss Bauna passiert ihn nordöstlich.

### Naturräumliche Zuordnung
Der Burgberg gehört in der naturräumlichen Haupteinheitengruppe Westhessisches Berg- und Senkenland (Nr. 34) bzw. in der Haupteinheit Habichtswälder Bergland (342) zum Naturraum Hoofer Pforte (342.01), der sich von nördlich der Kuppe an als Talsenke längs des Oberlaufes der Bauna nach Südosten zieht. Die Landschaft leitet nach Süden in den Naturraum Langenberg (342.02) über. Sie fällt nach Westen in den Naturraum Breitenbacher Mulde (342.10) und nach Nordwesten in den Naturraum Zierenberger Grund (342.11) ab. Nach Norden leitet die Landschaft in den Naturraum Hoher Habichtswald (342.00) über.

## Burgruine Schauenburg
Auf der Kuppe des Burgbergs befinden sich instandgesetzte Reste der zwischen 600 und 800 n. Chr. erbauten Schauenburg. Seit etwa 1543 ist die Burg verfallen, so dass sie unbewohnbar und in der Folge als Steinbruch genutzt wurde.

## Aussichtsmöglichkeit
Die Aussicht vom steil aufragenden Burgberg reicht nach Norden nur zum nahen Hohen Habichtswald und nach Süden nur zu den Langenbergen, nach Osten jedoch über Hoof hinweg unter anderem bis zum Kaufunger Wald und Hohen Meißner, und im Westen, mit Breitenbach im Vordergrund, ist hinter den Hinterhabichtswälder Kuppen südlich des Wattenberges bei guter Sicht sogar das weit entfernte Rothaargebirge sowie im Südwesten der Kellerwald zu erkennen.

## Verkehr und Wandern
Nordöstlich, östlich und südlich wird der Burgberg von der Bahnstrecke Kassel–Naumburg passiert, auf welcher der Hessencourrier verkehrt und die vom Hessencourrier-Radweg begleitet wird. Südlich vorbei verläuft die Landesstraße 3215 (ehemalige Bundesstraße 520). Über den Burgberg führen der Habichtswaldsteig, Kassel-Steig und Märchenlandweg, östlich vorbei verläuft der Herkulesweg.